# 오례철교
오례철교(五禮鐵橋)는 전라남도 담양군 봉산면 제월리에 있는 철교이다. 2005년 6월 13일 담양군의 향토문화유산 제10-1호로 지정되었다. 남조선철도주식회사에서 운영하다 후일 조선총독부 철도국에서 매수한 옛 광주선 마항역과 담양역 사이에 위치한 철도교량으로, 영산강의 지류인 오례천을 건넌다.